# Michael Schade
Michael Schade, OC (Kammersänger; Ginevra, 23 gennaio 1965), è un tenore lirico canadese dal 1991; cresciuto in Germania e Canada. Lui, sua moglie Dee McKee e il loro figlio più piccolo vivono a Vienna, in Austria; il resto della famiglia vive in Canada.

## Vita e carriera
Schade ha frequentato la St. Michael's Choir School di Toronto, poi la Facoltà di Musica dell'University of Western Ontario e infine il Curtis Institute of Music per il master.
Si è esibito alla Canadian Opera Company, alla Wiener Staatsoper, al Festival di Salisburgo, alla Metropolitan Opera, alla Opera Nazionale di Washington, all'Opéra national de Paris, alla San Francisco Opera, all'Opera di Amburgo, all'Opera di Chicago e alla Los Angeles Opera. Alla Wiener Staatsoper Schade è apparso in Daphne, Don Giovanni, Così fan tutte, Il ratto dal serraglio, Il flauto magico, Arabella, Il barbiere di Siviglia, L'elisir d'amore, La donna silenziosa e I maestri cantori di Norimberga. È ospite regolare del festival Lied Schubertiade, famoso in tutto il mondo, a Schwarzenberg, in Austria.
Nel 2005 ha interpretato Maskarade di Carl Nielsen alla prima della produzione di David Pountney alla Royal Opera di Londra.

## Discografia
La discografia di Schade comprende una registrazione di “Die schöne Müllerin” con il pianista Malcolm Martineau (CBC Records), che finanzia e sostiene la ricerca sulla leucemia, un'esibizione nel ruolo di Ralph Rackstraw nel CD di Sir Charles Mackerras di H.M.S. Pinafore e Daphne ()Decca). Ha realizzato la sua prima registrazione da solista, Of Ladies and Love – Songs of Beethoven, Schubert, Liszt, Ravel, Fauré, and Richard Strauss, per la Hyperion; BBC Music Magazine le ha assegnato 5 stelle, dicendo: “Canta Cäcilie di Strauss e una ‘Zueignung’ meravigliosamente sommessa, come se lui e Martineau fossero stati i primi a scoprire la loro estasi”.
Da dicembre 2011 a ottobre 2013 Michael Schade è stato membro del consiglio dell'Accademia Europea di Teatro Musicale. Dalla Pentecoste del 2014, Michael Schade è direttore artistico dell'Internationale Barocktage Stift Melk. È professore di prassi esecutiva storica presso la facoltà di musica antica dell'Università di Musica e Arti dello Spettacolo di Vienna.

## Premi e onorificenze
2002 - La registrazione della Passione secondo Matteo (Teldec), diretta da Nikolaus Harnoncourt, ha vinto il Grammy Award 2002 per la migliore esecuzione corale.
2007 - Nel marzo 2007 ha ricevuto il titolo austriaco di Kammersänger (cantante da camera).
2016 - È stato nominato ufficiale dell'Ordine del Canada. Nel 2017 gli è stata conferita la Grande Decorazione d'Onore d'Oro per il Servizio allo Stato della Bassa Austria (Große Goldene Ehrenzeichen für Verdienste um das Bundesland Niederösterreich).

## Discografia selezionata
- La Creazione (DGG)
- Il flauto magico (DGG Archiv)
- Fidelio con John Eliot Gardiner
- Passione secondo Giovanni
- Passione secondo Matteo
- Elia
- Paulus
- Cristo di Anton Rubinštejn con Helmuth Rilling (Hännsler)
- Fidelio diretto da Sir Colin Davis (BMG)
- I maestri cantori di Norimberga con Wolfgang Sawallisch (EMI)
- Otello con Myung-Whun Chung (DGG)
- Theresien-messe di Joseph Haydn
- Missa Sancti Nicolai con Trevor Pinnock (DGG Archiv)
- Soirée Française col baritono Russell Braun (1997, CBC Records) – vincitore del Juno Award e del premio Gabriel Fauré in Francia
- Serata Italiana, con arie d'opera italiane e duetti con Russell Braun (CBC Records)
- Das Lied von der Erde (DGG)
- H.M.S. Pinafore con Sir Charles Mackerras (Telarc)